# 艾氏褶莖鱂
艾氏褶莖鱂，為輻鰭魚綱鯉齒目鯉齒亞目花鳉科的其中一種，分布於南美洲巴西Catu河流域，體長可達2.5公分，屬雜食性，生活習性不明。